# Arsène Isabelle
Arsène Isabelle o Arsenio Isabelle ( Dieppe, Francia, 30 de marzo de 1806 – El Havre, Francia, 19 de septiembre de 1879) fue un viajero explorador, naturalista, diplomático, comerciante y periodista francés, llegó al Uruguay en 1830 y casi de inmediato inició un viaje por Argentina, Brasil y Uruguay, que culminó con su conocido libro Voyage à Buénos Ayres et à Porto Alegre, par la Banda Oriental, de 1835.
En Uruguay se vinculó rápidamente al medio científico, participando en la primera excursión científica del Museo Nacional de Historia Natural de Uruguay, en 1837, junto con Bernardo Prudencio Berro Larrañaga y Teodoro Miguel Vilardebó. En el Herbario del Museo se conservan plantas colectadas por él entre 1838 y 1839.

- Cuántos hombres de todo el mundo se han dejado engañar por el pomposo nombre de Río de la Plata!! El nombre engañador del Plata le fue dado, seguramente, por desprecio, porque no se ha encontrado jamás una partícula de oro o plata en este río o sus afluentes. Se diría que los primeros conquistadores, para consolarse de aquel chasco han querido, a su vez, engañar a los aventureros que siguieran sus huellas...

## Arsenio Isabelle y la meliponicultura
Este naturalista recorre Argentina, Uruguay y sur de Brasil, entre 1830 y 1834, su libro es editado al año siguiente. En sus páginas nunca menciona la abeja europea en la parte sur del continente americano.
Comenta en la p. 306 que encontró en un gran espinillo una colmena de abejas cartoneras.
Comenta en la p. 602 es así como en estas grandes regiones de la América del Sur, donde los hombres se estancan en apatía intolerable, de las miríadas de abejas, hormigas, etc..
Pero Arsenio Isabelle indica en su libro que al visitar Río Grande do Sur en Brasil, había muchos extranjeros, dando sus impresiones de la colonia alemana de San Leopoldo, diciendo que experimentó la sensación de estar en Alemania, comentando que la villa tenía unas 150 casas y un millar de personas, habiendo transcurrido tan solo 5 años desde la fundación de la colonia a la visita de Isabelle. Este viajero fue recibido en San Leopoldo por el Dr. Juan Daniel Hillebrand, oriundo de Hamburgo culto que ejercía en la zona como médico cirujano de la región, siendo un naturalista, y sus especialidades la ornitología y la entomología.

## Libros del autor
- arsène Isabelle. 2001. Viaje a la Argentina, Uruguay y Brasil 1830-1834. Memoria Argentina/Emecé Editores Series. Edición ilustrada de Emecé, 315 pp. ISBN 950-04-2343-X[1]

- ------------------------. 1872. Salvación de las repúblicas sud-americanas: solución del problema social. Editor El Siglo, 34 p.

- ------------------------. 1862. Sebastián Gaboto descubridor de los Ríos Uruguay, Paraná y Paraguay: monumento que deberían erigirle los pueblos del rico seno del Plata, humilde homenaje tributado a la memoria de este ilustre marino. Editor Impr. del Comercio del Plata, 92 p.

- ------------------------. 1835. Voyage à Buénos Ayres et à Porto Alegre, par la Banda Oriental. Reimpreso por EMECE Ed. Bs. As. ISBN 950-04-2343-X

- ------------------------. 1835. Excursions dans la province de Rio Grande do Sul au Brésil (1835), Nouvelles Annales des voyages, p. 257-279.

## Honores

### Epónimos
- (Euphorbiaceae) Jatropha isabellei Müll.Arg.[2]

- (Lamiaceae) Salvia isabellei Briq.[3]

- (Solanaceae) Solanum isabellei Dunal[4]

## Fuente
- Wiki culturaapicola

- La abreviatura «Isab.» se emplea para indicar a Arsène Isabelle como autoridad en la descripción y clasificación científica de los vegetales.[5]